# Paenibacillus polymyxa
Paenibacillus polymyxa (лат.) — типовой вид  рода Paenibacillus, грамположительная спорообразующая палочковидная бактерия. Является продуцентом антибиотика полимиксина. Обитает в ризосфере растений и защищает растение от фитопатогенов.

## Биологические свойства

### Морфология
Палочковидная бактерия размером 2—5 × 0,6—0,8 мкм, формирует термостабильную овальную эндоспору, превышающую размер клетки (клетка имеет форму лимона). Синтезируют леван из сахарозы, формируют слизистую капсулу.

### Культуральные свойства
Хемоорганогетеротроф, аэроб, факультативный анаэроб (способен к нитратредукции). Растёт на простых питательных средах. На агаризованных питательных средах формируют бесцветные, плоские или выпуклые, гладкие и слизистые колонии с пильчатым краем. Образует каталазу, реакция Фогеса-Проскауэра положительная (VP тест), гидролизирует казеин, желатин и крахмал. Утилизирует с образованием кислоты и газа L-арабинозу, D-глюкозу, D-маннитол и D-ксилозу. Не растёт в присутствии 5 % NaCl, не образует индол, не ассимилирует цитрат, не дезаминирует фенилаланин, не расщепляет тирозин. Некоторые штаммы способны гидролизовать целлюлозу. Способны к фиксации газообразного азота.

## Применение
Paenibacillus polymyxa является продуцентом группы антибиотиков полимиксинов, также продуцирует и некоторые другие антибиотики, обладающие бактерицидной и фунгицидной активностью. Paenibacillus polymyxa обитает в ризосфере растений, образуя биоплёнки, и принимает участие в биозащите растений. Paenibacillus polymyxa имеет сложные специфические взаимоотношения с растением-хозяином на молекулярно-генетическом уровне, изменяя профиль экспрессии генов растения-хозяина. Экзополисахарид Paenibacillus polymyxa может использоваться для биосорбции тяжёлых металлов и соответственно использоваться для очистки сточных вод и промышленной добычи тяжёлых металлов.